# (33187) Pizzolato
(33187) Pizzolato est un astéroïde de la ceinture principale.

## Description
(33187) Pizzolato est un astéroïde de la ceinture principale. Il fut découvert le 20 mars 1998 à Socorro (Nouveau-Mexique) par le projet LINEAR. Il présente une orbite caractérisée par un demi-grand axe de 2,71 UA, une excentricité de 0,14 et une inclinaison de 8,6° par rapport à l'écliptique.